# Eino Jurkka
Eino Heikki Jorkka (fram till 1906 Rothström samt Juurivirta fram till 1931), född 9 februari 1894 i Helsingfors, död 12 februari 1953 i Helsingfors, var en finländsk skådespelare och teaterregissör.
Jorkka föddes med efternamnet Rothström och förfinskade namnet till Juurivirta 1906. Smeknamnet blev dock Eino Jurkka och 1931 antog han Jurkka som sitt efternamn. Han filmdebuterade år 1920 i Ollin oppivuodet och medverkade i totalt 29 filmer fram till 1952. Jurkka var gift med skådepelaren Emmi Jurkka 1922–1931, paret fick fyra barn.

## Filmografi (urval)[3]
- Sano se suomeksi, 1931
- Helsingin kuuluisin liikemies, 1934
- Forsfararens brud, 1937
- Kaksi Vihtoria, 1939
- Hälsingar, 1940
- Herra johtajan "harha-askel", 1940
- Salakuljettajan laulu, 1952